# Spetsfläckig purpurmal
Spetsfläckig purpurmal, Eriocrania salopiella, är en fjärilsart som beskrevs av Henry Tibbats Stainton 1854. Spetsfläckig purpurmal ingår i släktet Eriocrania och familjen purpurmalar, Eriocraniidae. Spetsfläckig purpurmal är reproducerande i både Sverige och Finland och enligt respektive rödlista är arten livskraftig, LC i båda länderna. Inga underarter finns listade i Catalogue of Life.

## Utseende
Spetsfläckig purpurmal har brunaktigt purpurglänsande framvingar  med strödda, bronsgula fjäll i oregelbundna fläckar och en stor, tydlig och trekantig bakkantsfläck. Framvingens fransar är grå utom vid bakkantsfläcken där de är ljusa. Vingspannet är ca 9–12 mm. Bakvingen är brunaktig,  mörkare och lite purpurskimmer vid spetsen. Behåringen på huvudet är tät och  upprättstående. Håren på huvudet som egentligen är hårlika fjäll är beige eller grågula. Även bakkroppen har beige eller grågula hår. Antennerna är mörkt gråbruna och är ungefär hälften så långa som en framvinge.
Larven är vitaktig med ljusbrunt huvud och med brunaktig framkant på andra mellankroppssegmentet.

## Levnadssätt
Spetsfläckig purpurmal förekommer fuktiga miljöer med unga eller medelstora björkar. Den flyger från slutet av april till halva maj.  Artens världväxt är främst glasbjörk, Betula pubescens men även andra björkar, Betula spp honan lägger ägg i bladen. Larven gör en fläckmina i bladet från maj till början av juni.

## Utbredning
Spetsfläckig purpurmal hittades i Sverige första gången 1974. Sedan dess är den funnen från Skåne till Dalarna men är inte särskilt vanlig. I Danmark finns några få fynd från Jylland. I Norge är den funnen upp till Sør-Trøndelag och i Finland norrut till Kittilä lappmark. Världsutbredningen omfattar norra, västra och östra Europa.

## Bildgalleri

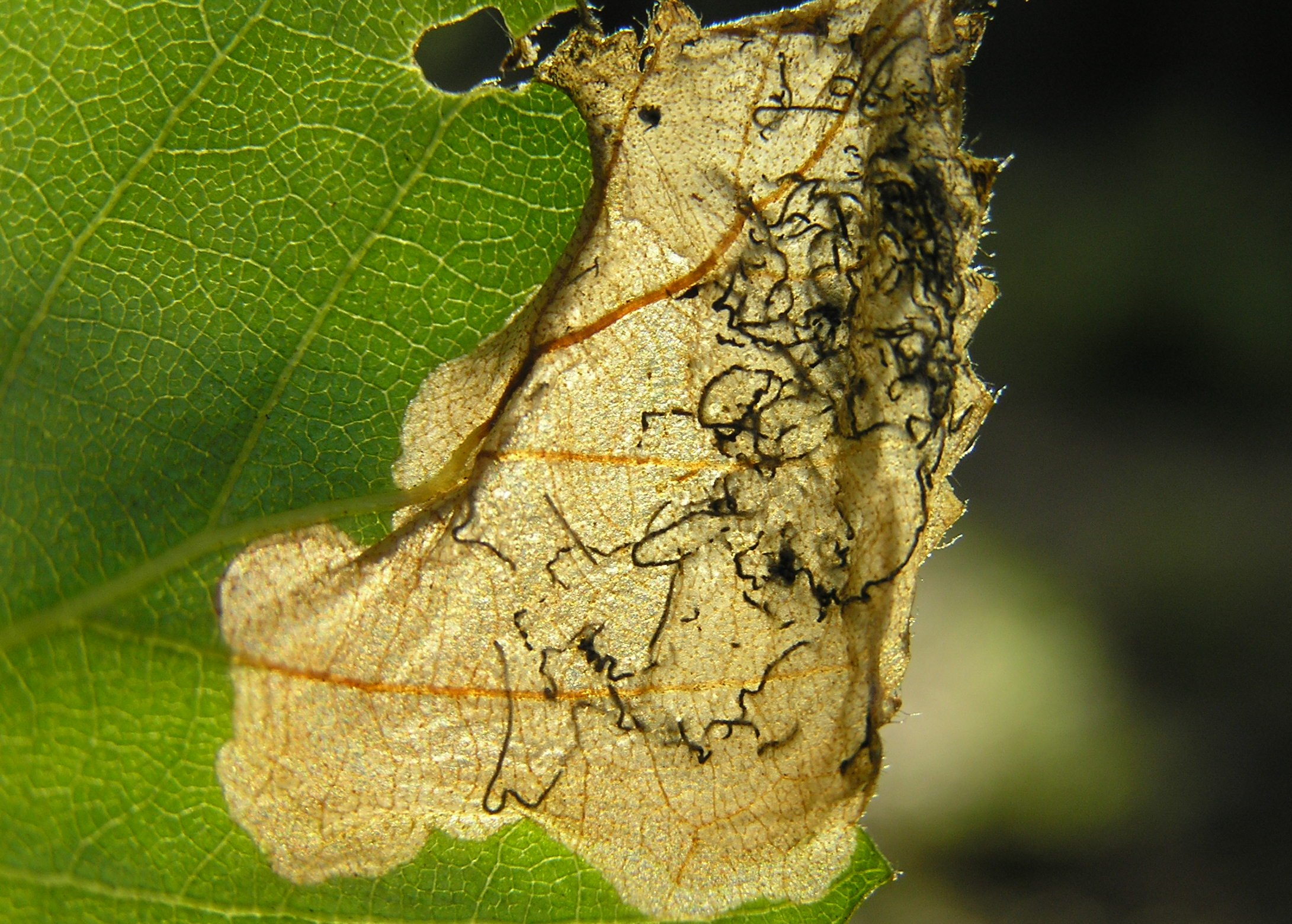
Spetsfläckiga purpurmalens mina på ett björklöv.
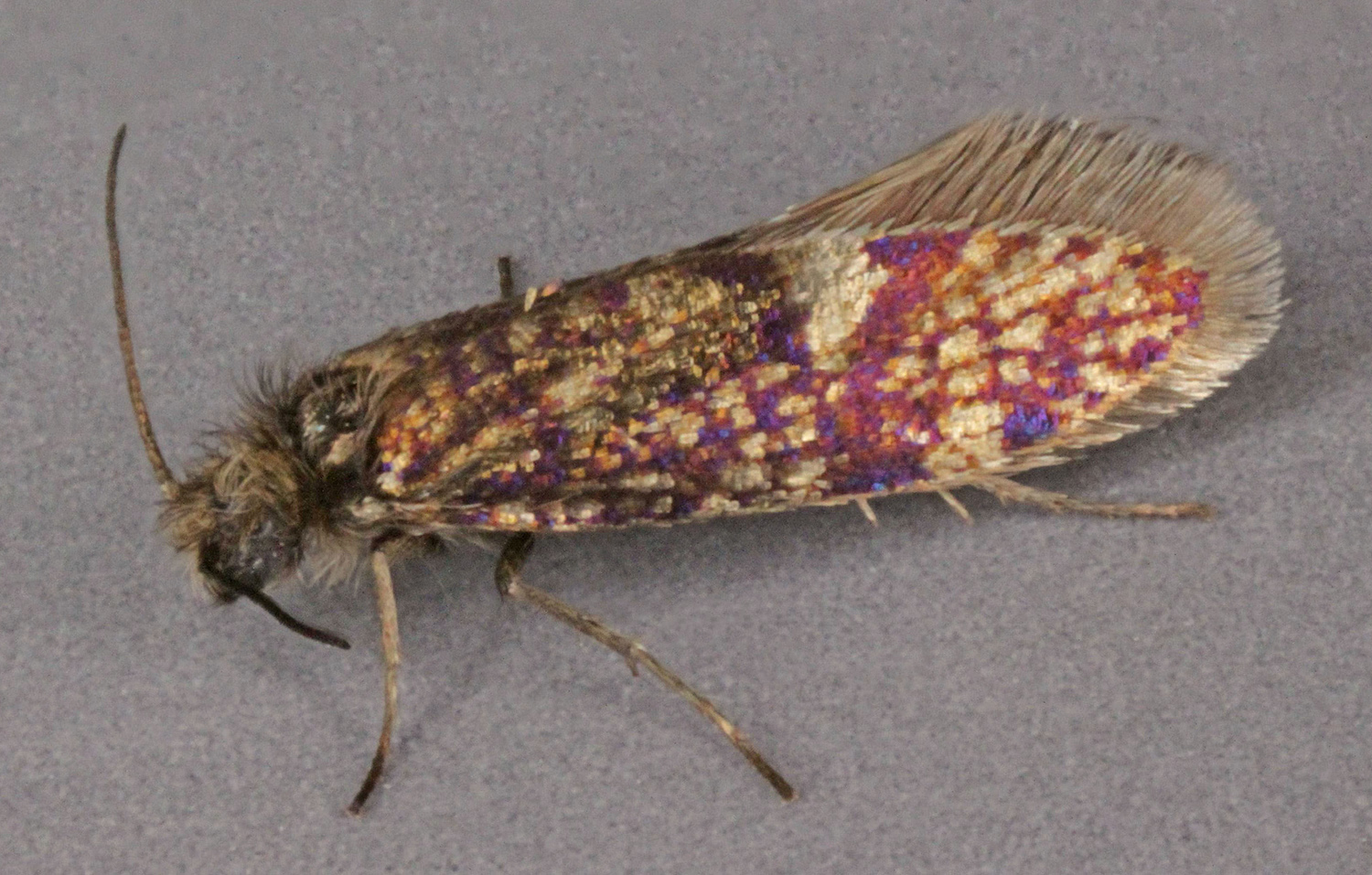
Imago fjäril.